# 阎尔梅
阎尔梅（1603年—1679年），字用卿，号古古，又号白耷山人，江南沛县人，诗人。

## 生平
長相耳大面白，人称白耷。复社成员，与张溥、陈子龙齐名。崇祯元年（1628） ，至京师，住真空寺。崇祯三年（1630年）參加順天鄉試，中式庚午科举人。
明末，参加抗清活动，被史可法聘為幕僚，兩人常討論復國大計，阎尔梅曾勸史可法聯合张七领导的榆園軍，一起恢復中原；顺治八年（1651年）李化鲸的榆园军抗清失败，阎尔梅及弟阎尔羹在沛县被逮捕，入济南监狱。由山東总督沈文奎提审，他“瞪目直上视，不拜”，且吟：“忠孝平常事，捐躯亦等闲 ”。顺治十二年（1655）夏，手刃爱妾，毁先人坟墓，携子逃亡，托幼子於虞城张十六，“走山东，联络四方魁杰，谋再举”。后出家为僧，自诩“蹈东和尚”，顺治十六年，春天离開沛縣，由河南经河北，至芮城、猗氏，拜会王似鹤。历游楚、蜀、秦、晋及关外，不久潜回家乡著述。康熙元年携子寓居虞城县小乔集。康熙四年（1665），为仇家所告發，再躲至刑部尚书龚鼎孳的家中，最後由龚鼎孳出面调停，祸事始平。康熙十二年（1673），回沛县，闭门不问世事。康熙十八年（1679）冬卒。著有《白耷奇山人集》等。
阎尔梅墓在今沛县刘河崖村。

## 家族
祖父阎泉。

## 延伸阅读
[在维基数据编辑]
 《清史稿/卷500》，出自趙爾巽《清史稿》